# Storloge
En storloge,  internationellt Grand Lodge eller  Grand Orient, är vanligen den högsta och styrande logen i ett frimureriskt system. Den första storlogen grundades 1717 i England under namnet Storlogen i London och Westminster. Ledaren för en storloge kallas stormästare och prefixet "Stor-" bäres även av övriga ämbetsmän i logen. Under storlogen lyder i vissa frimurarsystem provinsialloger på en regional nivå mellan storlogen och de lokala arbetslogerna. Dock kan i vissa system även storlogen och provinsiallogen utgöra arbetsloger, till exempel i det svenska systemet.
Eftersom det inte finns något världsomspännande gemensamt frimureri finns det heller inte någon central storloge. De olika systemen, reglerna och ritualerna varierar starkt, även om deras grundläggande syfte kan ha gemensamma likheter. Avsaknaden av gemensamt system och central styrning gör att deras enda förbindelser med varandra sker först efter att man granskat varandras verksamhet och därefter erkänt varandra som frimurarloge. Trots detta faktum är konspirationsteorier vanligt förekommande bland icke-frimurare som gärna associerar frimureri med konspirationsteorin den nya världsordningen.

## Provinser
Storlogernas provinser/styresområden grundas vanligen på geografisk indelning samt civilstatlig organisation, där en fristående storloge organiserar arbetsloger i ett visst land eller stat. Varje storloge arbetar individuellt och oberoende av andra storloger och stiftar därmed egna stadgar (inom frimureriet ofta refererade till som "allmänna lagar") och tar fram egna ritualer samt avgör med vilka andra storloger förbindelser kan och skall upprättas. När två storloger på detta sätt upprättar förbindelser kallas det för att man godkänt varandra som en "lagligen erkänd loge", det vill säga godkänd enligt båda logernas respektive stadgar. Detta innebär också att det under vissa förutsättningar är möjligt för de två logernas medlemmar att besöka varandras sammankomster. En medlem i en storloge eller underlydande loge som inte är lagligen erkänd får på motsvarande sätt inte besöka andra loger. Anledningen till att en storloge inte anses som lagligen erkänd är vanligen förmodad eller uppenbar avsaknad av någon eller några av de frimureriska landmärken som är en förutsättning för att kunna kalla sig frimurarloge.
Med få undantag, särskilt vad avser frågan om de amerikanska storlogernas erkännande av sydamerikanska loger, erkänns inte de storloger som inte är lagligen erkända av United Grand Lodge of England (UGLE) och inte heller av de storloger som i sin tur erkänt UGLE. Den största storlogen i det europeiska frimureriet är den franska storlogen Grand Orient de France.

## Sverige
I Sverige utgör Svenska Frimurare Orden det största frimureriska ordenssällskapet. Sveriges storloge heter Stora Landslogen, SLL.

## USA
Medan United Grand Lodge of England, Grand Lodge of Ireland och Grand Lodge of Scotland bara styr loger inom sitt eget territorium och inom sina utlandsprovinser har vanligen frimureriet i Europa flera olika frimurarsystem och därmed flera storloger. Det nordamerikanska frimureriet erkände förr bara en storloge per delstat, en storloge som var oberoende av storloger i andra delstater. Numer har de flesta delstaterna två storloger: en traditionell storloge och en storloge inom Prince Hall-frimureriet. Alla de traditionella storlogerna i USA erkänner varandra och de flesta erkänner varandras Prince Hall-storloger. 
Prince Hall-frimureriet, vilket grundades på den tid då frimureriet var segregerat, har övervägande svarta medlemmar. Olika teoretiska och tekniska orsaker förhindrade tidigare de traditionella storlogerna från att lagligen erkänna Prince Hall-loger, även om dessa arbetade i enlighet med frimureriska råmärken. Från att tidigare bara haft en storloge för hela USA arbetar nu flera enskilda Princ Hall-storloger i de flesta delstater och territorier. Många Prince Hall-storloger hjälper och styr Prince Hall-arbetsloger utomlands, huvudsakligen på amerikanska militärbaser. Från tidigt 1990-tal och framåt har de flesta traditionella storloger och Prince Hall-storloger lagligen erkänt varandra och uppmuntrar besök och kontakter mellan sina medlemmar.

## Andra organisationer
En del frimurarrelaterade organisationer, till exempel Den Urgamla och Antagna Skotska Riten och Ancient Arabic Order of the Nobles of the Mystic Shrine, accepterar bara frimurare som uppnått Mästaregraden och har sina egna instanser som svarar för att erkänna andra organisationer. Dessa instanser kallas inte storloger och svarar vanligen inte inför den eller de storloger som är verksamma i det aktuella landet eller jurisdiktionen. Andra frimurarliknande sällskap, som till exempel Order of the Eastern Star och DeMolay International är också fristående. Vanligen räknar dessa organisationer sina egna storloger som styrande över sitt arbete i respektive region.

### Översättning
Den här artikeln är helt eller delvis baserad på material från engelskspråkiga Wikipedia.